# 海地駐華大使館
海地駐華大使館（法語：Ambassade d'Haïti en République de Chine）是海地設置在中華民國臺北市的大使館，位於天母西路62巷9-1號8樓，1982年設置，兼轄孟加拉。